# Erythrose-4-phosphat
Erythrose-4-phosphat ist ein Phosphorsäureester der Erythrose. Es ist ein Zwischenprodukt des Pentosephosphatwegs (PPP).

## Reaktionen
Im Kohlenhydratstoffwechsel ist Erythrose-4-phosphat ein wichtiges Zwischenprodukt. Es entsteht im Verlauf des Pentosephosphatwegs unter der Einwirkung des Enzyms Transaldolase aus Sedoheptulose-7-phosphat und Glycerinaldehyd-3-phosphat, zusammen mit Fructose-6-phosphat.
Pflanzen und vielen Mikroorganismen dient Erythrose-4-phosphat zusammen mit Phosphoenolpyruvat (PEP) im Shikimisäureweg zur Synthese der aromatischen Aminosäuren Tryptophan, Tyrosin und Phenylalanin.
Außerdem kann Erythrose-4-phosphat in Pflanzen, Bakterien und Pilzen zur Synthese von Pyridoxin, dem Vitamin B6 verwendet werden.